# Departamento de Inovação, Indústria, Ciência e Pesquisa
O Departamento de Inovação, Indústria, Ciência e Pesquisa (em inglês: Department of Innovation, Industry, Science and Research) é um departamento do governo da Austrália.